# دانيال رايموند بيرت
دانيال رايموند بيرت (بالإنجليزية: Daniel Raymond Burt)‏ هو شخصية أعمال وسياسي أمريكي، ولد في 29 فبراير 1804، وتوفي في 7 يناير 1884.